# Peltacanthina albopilosa
Peltacanthina albopilosa är en tvåvingeart som beskrevs av Günther Enderlein 1924. Peltacanthina albopilosa ingår i släktet Peltacanthina och familjen bredmunsflugor.
Artens utbredningsområde är Togo. Inga underarter finns listade i Catalogue of Life.